# Jurijiwka (rejon mariupolski)
Jurijiwka (ukr. Юріївка) – wieś na Ukrainie, w obwodzie donieckim, w rejonie mariupolskim, w hromadzie Manhusz. W 2001 liczyła 296 mieszkańców.